# 28 Days Later
28 Days Later (comercializada como 28 días después en España y Exterminio en Hispanoamérica) es una película británica de zombis dirigida por Danny Boyle, estrenada en Reino Unido el 1 de noviembre de 2002 y en Estados Unidos el 27 de junio de 2003. Está protagonizada por Cillian Murphy, Naomie Harris, Brendan Gleeson, Megan Burns y Christopher Eccleston, y dio lugar a una secuela (28 Weeks Later) y a una novela gráfica del mismo nombre.

## Argumento
En el centro de investigación de primates de Cambridge una incursión de activistas a favor de los derechos de los animales accede a un laboratorio de investigación científica, con la intención de liberar a un grupo de chimpancés que están siendo utilizados en experimentos secretos. Al momento de querer liberar a los simios, uno de los investigadores los sorprende y se dispone a avisar a seguridad pero es detenido por los activistas, este intenta advertirles que los animales se encuentran infectados con "ira" y que aún no están curados. El grupo desoye las advertencias y abre la jaula de un chimpancé, que ataca inmediatamente a una de las activistas, infectándola con la enfermedad y manifestando síntomas en menos de 30 segundos, quien procede atacar a todos.
28 días después, un paciente del Hospital St. Thomas de Londres despierta de un coma, sorprendido de que no haya nadie en el recinto que lo ayude. Al salir, descubre que la ciudad se encuentra desolada y sin rastros de sus habitantes. Luego de una larga caminata por la ciudad, el hombre entra a una iglesia, donde se encuentra con un grupo de personas que lo comienzan a perseguir y sale corriendo del lugar, huyendo por las calles. De pronto, dos personas encapuchadas aparecen en escena, lanzando cócteles molotov haciendo explotar una estación gasolinera, rescatándolo de esas personas agresivas y llevándolo a su refugio en una tienda de una estación abandonada del metro de Londres. Los dos desconocidos se quitan las máscaras y resultan ser dos civiles que sobrevivieron al brote de la infección, el paciente del hospital se identifica como Jim, un mensajero en bicicleta que fue atropellado por un auto mientras iba en camino a entregar una encomienda, los dos supervivientes se presentan como Selena y Mark, quienes le cuentan cómo la infección empezó a surgir primero en los campos rurales, poblados, aldeas pequeñas y por último en las zonas urbanas de todo el país, y explicándole que las barricadas de las fuerzas armadas para proteger las grandes ciudades no funcionaron; que no hay gobierno, ni policía, ni ejército, y que lo último que dijeron las radios antes de cesar sus transmisiones fue que hubo reportes de casos de infección en París y Nueva York.
A la mañana siguiente se dirigen caminando por las vías de tren, a la casa de los padres de Jim en Deptford. Jim sube a la habitación de sus padres, donde se encuentra con sus cadáveres, dándose cuenta de que optaron por suicidarse con sobredosis de medicamentos, dejándole un mensaje de despedida a su hijo escrito en una foto suya. En ese momento, entran en la habitación Selena y Mark y proponen quedarse a dormir en la casa una noche. En mitad de la noche, Jim enciende una vela y comienza a recorrer la casa hasta llegar a la cocina. Desde fuera, la luz de la vela atrae a dos infectados, quienes atacan a Jim, pero consigue defenderse lo suficiente para ser rescatado sin salir herido. Sin embargo, Mark sufre una pequeña herida en el brazo entrando en contacto con la sangre infectada y Selena, al verlo, se ve obligada a matarlo con un machete.
Selena y Jim regresan a la ciudad para buscar otro escondite. En el camino, Jim observa en la Torre Balfron unas luces navideñas encendidas en una ventana, y deciden ir al edificio. Mientras comienzan a subir al departamento escuchan un fuerte ruido acercándose, que resultan ser otros dos infectados. Corren escaleras arriba y se encuentran con un hombre vestido de policía antidisturbios, quien les dice que sigan hasta la puerta 157. Llaman y la chica que está adentro no les abre hasta que su padre logra combatir a los infectados, haciéndolos caer del edificio. Luego de lanzar a los infectados escaleras abajo, se presentan: el hombre es Frank, un chófer de taxi, y padre de la chica llamada Hannah, una adolescente colegiala. 
A la mañana siguiente, el padre de Hannah logra captar una emisión de radio que se repite cada cierto tiempo hecha por soldados del ejército británico, que dicen tener "la solución a la infección", y avisando que están ubicados en las cercanías de Mánchester, el grupo decide partir hacia allá. Por el camino se detienen en un prado para pasar la noche ahí. Realizan un pícnic, miran a los caballos correr, hasta que cae la noche y Jim tiene una pesadilla en la que se queda completamente solo, pero finalmente es despertado por Frank. A la mañana siguiente llegan a una especie de retén militar: la barricada 42, el supuesto lugar donde estarían los militares, pero este se encuentra desierto y abandonado. Mientras exploran el lugar en medio de una pequeña discusión, una gota de sangre de un cuervo infectado le cae justo a Frank sobre su ojo, infectándolo, y de manera sorpresiva, aparece un grupo de soldados que rápidamente lo fusilan y posteriormente se llevan a Selena, a Jim y a Hannah.
Llegan a una mansión donde los recibe el mayor Henry West y este les ofrece comida, agua, aposentos y protección las 24 horas al grupo. Luego Jim acude ante el mayor para preguntarle sobre la supuesta "solución a la infección" quien primero le muestra el lugar y le presenta a sus hombres. Para responderle a su pregunta inicial, lo lleva a un patio trasero y le presenta al último soldado de su pelotón, el soldado Mailer, que se infectó tres días antes de que Jim y su grupo llegaran, pero lograron dejarlo inconsciente y lo encadenaron en el patio, para ver cuánto tiempo le toma a un infectado morirse de hambre. Después Jim descubre que el mayor West se había vuelto un demente infame: la emisión por radio era tan solo una treta a manera de engaño, con intención de atraer supervivientes con mujeres para usarlas como esclavas sexuales, según él para "reiniciar una nueva civilización dirigida únicamente por ellos". En ese momento, Jim les advierte a las chicas que se preparen para abandonar el lugar, pero son capturados junto con el sargento Farrell, que se oponía a la voluntad de su comandante y de sus camaradas. Mientras esperaban la muerte, Farrell especula que no todo el mundo está infectado, sino que solamente la isla de Gran Bretaña fue arrasada por la pandemia, que además fue puesta en cuarentena para evitar la dispersión del virus al resto de planeta. Más tarde, son llevados al bosque para su ejecución, pero el cabo Mitchell desea bayonetar al sargento debido a que nunca le cayó bien; antes de apuñalarlo, el soldado Jones le dispara a Farrell, casi matando a Mitchell, por lo que se ponen a pelear; Jim aprovecha la situación para escapar y perderlos de vista, y después, al ver un avión sobrevolando el área, llega a la conclusión que la teoría de Farrell es cierta. Decidido a rescatar a Selena y a Hannah, Jim se dirige a la barricada 42 y hace sonar una alarma para llamar la atención de los soldados. West y uno de sus hombres, el soldado Davis, van a matarlo, pero Jim logra matar a Davis, se lleva su arma y sabotea el jeep de West para retrasar el regreso del mayor a la mansión. Mientras, los militares visten a Selena y a Hannah de rojo a la fuerza, deseando que se probaran los vestidos delante de todos los militares. Haciendo un esfuerzo, Selena besa a uno de los soldados, convenciéndolos de que las dejasen solas para probárselos. Al quedarse solas, en vez de probarse los vestidos, Selena le da una pastilla a Hannah para que sufra menos, ya que Selena era farmacobióloga.
Ya de regreso en la mansión, Jim libera a Mailer, el cual infecta a Clifton vomitándole sangre en la cara. Con esa distracción, las chicas intentan huir del lugar, pero son interceptadas por Mitchell y el soldado Bedford en la puerta principal. Preguntándoles a qué se debe el escándalo, ven a Jones gritando y huyendo de Mailer, por lo que Mitchell le ordena a Bedford que vaya por él. En la cocina, Jones yace escondido en una alacena con Mailer buscándolo, y Bedford llega para matarlo pero es emboscado por Clifton y ambos lo golpean, rompiéndole el cuello. Sin enemigos a la vista, Jones se dirige a la salida pero se encuentra con Jim, que lo apuñala con la bayoneta del fusil. Poco después, el mayor West logra llegar a pie a la mansión y se encuentra con Jones agonizando, calmándolo en sus últimos momentos. Mitchell sube a Hannah y a Selena a la planta de arriba y le encarga a Bell que vigile las escaleras. En los pasillos Selena y Hannah se separan, mientras que Jim, buscándolas, encuentra a Bell escondido debajo de una cama diciéndole que se le acabaron las balas, con Clifton y Mailer acercándose. Jim huye por una ventana y deja atrás al soldado, que es asesinado por los infectados. En las habitaciones superiores de la casa, Jim encuentra a Selena, hecha rehén por Mitchell. Decidido a salvarla, entra en la habitación y mata violenta y cruelmente al cabo, reventándole los ojos con los pulgares. Es tal la sorpresa de Selena, que piensa que Jim había sido infectado. Sin embargo, justo cuando se dispone a matarlo, éste le habla. Ambos se besan, y al momento, entra Hannah en la habitación, golpeando a Jim que, para su sorpresa, estaba sano.
Con la salida aparentemente libre, consiguen escapar y llegar al taxi de Frank. No obstante, West se encuentra dentro de él y le dispara a Jim, pero Hannah logra vengarse del mayor poniendo el taxi en reversa, dejándolo dentro de la mansión. Mailer rompe la ventana trasera del vehículo llevándose a West para luego matarlo. Los tres supervivientes escapan, dejando la mansión atrás.
Otros 28 días más tarde, Jim despierta en una cabaña en Cumbria, ya recuperado de sus heridas. Tras levantarse se encuentra con Selena, que se encuentra cosiendo unas telas, luego entra Hannah avisando que un avión de reconocimiento se aproxima. Ambos se apresuran a sacar el trozo de tela a un claro para completar la palabra "Hello" ("Hola" en español). El avión que se aproxima, un Hawker Hunter de reconocimiento finlandés, sobrevuela un camino en el que yacen infectados a punto de morir de inanición. Al llegar al claro y ver el letrero gigante, el piloto pide extracción inmediata para los supervivientes vía helicóptero.

## Finales alternativos
El DVD de la película presenta tres finales alternativos, dos de los cuales fueron filmados, al menos parcialmente, mientras que el tercero apenas fue esbozado por los guionistas. En los tres finales alternativos Jim muere, a diferencia de la versión definitiva, en la que se salva.

### Jim muere en el hospital
En este final, Jim es herido por el disparo del comandante Henry West, y Selena y Hannah lo llevan al hospital, pero las maniobras de reanimación no funcionan, y ambas se alejan, armadas, a través del hospital desierto. En el comentario incluido en el DVD, Boyle y Garland explican que este fue el final original de la película, pero que fue rechazado después de probarlo con audiencias de control, por considerarlo demasiado deprimente. En opinión de los guionistas, la imagen final de Selena y Hannah saliendo del hospital quería dar a entender que sobrevivirían, mientras que los espectadores entendieron lo contrario, esto es, que estaban condenadas a morir. Pese a que finalmente lo cambiaron, este final sigue siendo el preferido por los guionistas, ya que consideran que así el círculo se cierra para Jim, quien empieza y termina la película en una cama en un hospital desierto.

### Sueño en el hospital
Es una versión extendida del final alternativo donde Jim muere en el hospital. Jim soñaba mientras estaba inconsciente y recuerda los momentos finales de su viaje en bicicleta antes de su accidente. Las tomas de los cortes de ida y vuelta con Selena y Hannah tratando de salvar su vida y la secuencia del sueño también se mostraban. A medida que es atropellado en el flashback muere en la mesa de operaciones. Este final no fue visto hasta el estreno de la película en Blu-ray.

### Rescate sin Jim
Este final sólo fue parcialmente montado en los primeros borradores del guion, pero fue rechazado por los productores al no ser considerado lo suficientemente llamativo. En este final se veía a Hannah y Selena huyendo de la mansión en una camioneta militar, encontrando en el camino a Jim, malherido en el lugar de origen de las señales de radio que tanto comentaba Frank. Jim sube a la camioneta militar y los tres se dirigen rumbo a un lugar desconocido (posiblemente, la casa de campo del final que aparece en la versión final).

## Posible muerte en la secuela
En la cinta 28 Weeks Later se muestra que todos los supervivientes de la primera infección, así como los británicos en el extranjero, fueron llevados de vuelta a Inglaterra para repoblarla, siendo en total 15.000 personas más soldados de la OTAN. Sin embargo, Don (uno de los protagonistas de la secuela) se infecta y propaga de nuevo el virus por todo el país, y esto tiene como consecuencia una contención radical del virus, que incluye un bombardeo con gases tóxicos y misiles dentro de las zonas seguras. No se sabe si Jim, Hannah y Selena pudieron haber regresado y muerto durante estos hechos. Su destino no se ha revelado.

## Reparto
| Actor                 | Papel                 | Doblaje español   | Doblaje español Hispanoamérica |
| --------------------- | --------------------- | ----------------- | ------------------------------ |
| Cillian Murphy        | Jim                   | Eduard Farelo     | Jesús Barrero                  |
| Naomie Harris         | Selena                | Victòria Pagès    | Patricia Mainou                |
| Christopher Eccleston | Comandante Henry West | Ricky Coello      | Ernesto Lezama                 |
| Noah Huntley          | Mark                  | Paco Gázquez      | Mario Hernández                |
| Brendan Gleeson       | Frank                 | Arsenio Corsellas | Bernardo Rodríguez             |
| Megan Burns           | Hannah                | Nuria Trifol      | Marisol Castro                 |
| Luke Mably            | Soldado Clifton       | Jordi Ribes       |                                |
| Stuart McQuarrie      | Sargento Farrell      | Vicente Gil       | Daniel Valladares              |
| Ricci Harnett         | Cabo Mitchell         | Antonio Lara      | Mauricio Valverde              |
| Leo Bill              | Soldado Jones         | Jordi Pons        | Héctor Rocha                   |
| Junior Laniyan        | Soldado Bell          | Manuel Osto       |                                |
| Ray Panthaki          | Soldado Bedfort       | Mark Ullod        |                                |
| Sanjay Rambaruth      | Davis                 | Ramón Hernández   |                                |
| Marvin Campbell       | Soldado infectado     | Miguel Marquillas |                                |

## Críticas
La película fue un éxito de taquilla y de la crítica en general, ya que ampliamente impactantes fueron las imágenes de la ciudad de Londres totalmente desierta y devastada. La película fue filmada completamente en formato digital. Los críticos en general la definieron como una reinvención del género zombi ya que tenía un aspecto realista que tanto necesitaba el género, a pesar de que los infectados no son zombis pero tienen cierta similitud con estos.
En 2007 se estrenó a nivel mundial la segunda entrega de la película, titulada 28 Weeks Later, que también tuvo éxito en taquilla a pesar de estrenarse el mismo día que la película Spider-Man 3.[cita requerida]

## Música
La banda sonora de la película fue compuesta por John Murphy, aunque también incluye temas de Brian Eno, Grandaddy y Blue States. Fue editada como álbum en junio de 2007.
En la película también aparece una versión editada del segundo movimiento de la canción East Hastings de la banda de post-rock Godspeed You! Black Emperor, excluido del álbum de la banda sonora.

## Novela
Steve Niles junto con Dennis Calero y Dan Nakrosis crearon una novela gráfica, 28 Días Después: Las consecuencias, que narra la historia antes de que Jim despertara en el hospital londinense. Sin embargo no es considerada Canon por los Guionistas de la película.